# VästeråsIrsta HF
VästeråsIrsta HF er en svensk kvindehåndboldklub fra byen Västerås. Klubben spiller til daglig i den svenske håndboldkvinde liga. Klubben blev grundlagt i 2011 og spiller til daglig i Bombardier Arena. 